# Emilio de Arjona y Carló
Emilio de Arjona y Carló (Sevilla, 9 de mayo de 1839-Madrid, 31 de diciembre de 1901) fue un militar español.

## Biografía
Era hijo del militar de Artillería Manuel de Arjona y Tamariz y de Clementina Carló Fesquet. Su padre, Manuel de Arjona, caballero de la Orden de Santiago y de Montesa y maestrante de Sevilla, había sido coronel graduado del Ejército Realista con Fernando VII, mas luego pidió excedencia y ejerció como magistrado en la Real Audiencia de Palma de Mallorca. Su abuelo paterno, José Manuel de Arjona, fue alcalde de Madrid entre 1816 y 1820 y primer superintendente general de vigilancia pública (policía) en 1823, y, por su lealtad a Fernando VII, había recibido en 1824 la Gran Cruz de Carlos III. En 1833 parte de su familia se adhirió al carlismo y tras la guerra civil iniciada ese año, su tío, el brigadier Antonio de Arjona, sería nombrado representante de Carlos María Isidro de Borbón (Carlos V) en España.
Militar de carrera durante el reinado de Isabel II, a los 23 años Emilio de Arjona fue ascendido a capitán de Estado Mayor con el grado de comandante del Ejército. Debido a sus convicciones católicas y monárquicas, tras la revolución de 1868, pidió, al igual que otros militares, licencia absoluta en el Ejército y conspiró a favor de la causa carlista. Entre 1869 y 1872 fue secretario de Carlos VII. Durante su mandato, facilitó que Cándido Nocedal se apoderase de la dirección del partido carlista, siendo nombrado presidente de la Junta Central católico-monárquica en enero de 1872.
Emilio de Arjona tomó parte en la tercera guerra carlista, pero, según Melchor Ferrer, debido a su carácter, su autoridad fue muy discutida entre los carlistas. De acuerdo con Francisco Martín Melgar, muchos de los carlistas que estaban enemistados con él no lo conocían siquiera. Hubo de separarse de su cargo tras la batalla de Oroquieta por presiones a de la Junta Vasco-Navarra a Don Carlos, siendo sustituido al frente de su secretaría por Isidoro de Iparraguirre. En 1875 Arjona publicó en París una obra sobre la traición de Ramón Cabrera a Don Carlos.
Emilio y su tío Antonio de Arjona habían donado a la causa carlista una considerable fortuna con la venta de grandes propiedades, entre ellas, la Casa Palacio de Osuna. Por ello, tras la derrota carlista en 1876, Emilio de Arjona se vio en la necesidad de volver al Ejército español para sacar adelante a su familia. Regresó a España en mayo de 1877, reconociendo a Alfonso XII y las instituciones del régimen de la Restauración, aunque sin renunciar a sus ideas tradicionalistas.
En mayo de 1880 se reintegró en el Ejército y en octubre de ese mismo año fue ascendido a comandante de Estado Mayor con destino en Cuba. Allí se distinguió por numerosos hechos de guerra y desempeñó jefaturas del Estado Mayor en la Capitanía General de la isla, entre ellas, la de Prensa y Telégrafos. El 1 de julio de 1895 fue ascendido a teniente coronel de Estado Mayor y en 1897 fue propuesto por el general Luque al ascenso a coronel de Estado Mayor. Se jubiló en mayo de 1899.
Estuvo casado con su prima hermana Consuelo de Arjona y Peralta (1842-1919), que fue asimismo dama de honor de Doña Margarita, y tuvieron tres hijos llamados Carlos, Margarita y Emilio. Don Carlos y Doña Margarita fueron padrinos del primero, que nació en Vevey poco después del príncipe Don Jaime. De hecho, la tierra traída de las distintas provincias de España a Vevey para que sobre ella naciera Don Jaime fue la misma sobre la que nació, en la misma casa, Carlos de Arjona y Arjona. No consta que Don Carlos guardase un mal recuerdo de su antiguo secretario y en las cartas de Doña Margarita a Consuelo de Arjona después de la guerra, preguntaba a menudo por su ahijado con mucho cariño.
Emilio de Arjona y su mujer fueron sepultados en el cementerio de la Almudena.

## Obras
- Páginas de la Historia del partido carlista. Carlos VII y D. Ramón Cabrera (París, 1875)